# Каравоника
Караво̀ника (на италиански: Caravonica; на лигурски: Carevònega, Каревонега) е село и община в Северна Италия, провинция Империя, регион Лигурия. Разположено е на 360 m надморска височина. Населението на общината е 300 души (към 2011 г.).